# NGC 3110
NGC 3110 = NGC 3122 = NGC 3518 ist eine aktive Spiralgalaxie mit ausgedehnten Sternentstehungsgebieten vom Hubble-Typ Sb und liegt im Sternbild Sextant südlich der Himmelsäquators. Sie ist schätzungsweise 218 Millionen Lichtjahre von der Milchstraße entfernt und hat einen Durchmesser von etwa 100.000 Lj. Gemeinsam mit PGC 29184 bildet sie ein gravitativ gebundenes Galaxienpaar.

Im selben Himmelsareal befindet sich u. a. die Galaxie IC 589.
Das Objekt wurde am 5. März 1785 von Wilhelm Herschel entdeckt.